# サバイバル・シティ
『サバイバル・シティ』（Survive the Game）は、2021年のアメリカ合衆国のアクション・スリラー映画。監督はジェームズ・カレン・ブレザック、出演はチャド・マイケル・マーレイとブルース・ウィリスなど。麻薬取引の最中に刑事2人組に踏み込まれて現場から逃走した犯罪者の男女、彼らに農場を占拠された農場主、逃走した男女を追う刑事、そして犯罪組織のボスとその手下たちが入り乱れて繰り広げるバトルを描いている。

## ストーリー
ベテラン刑事のデヴィッドは、長年追い続けてきた麻薬組織の取引現場を押さえるべく、相棒のキャルと張り込んで機会を伺っていた。
だが、功を焦ったキャルのミスから組織に見つかってしまい、激しい銃撃戦になってしまう。多勢に無勢だと悟ったデヴィッドはキャルを逃がすため、自ら囚われの身となった。

## キャスト
※括弧内は日本語吹替
- エリック: チャド・マイケル・マーレイ（浪川大輔） - 農場主。妻子を事故で亡くしたばかり。
- デヴィッド: ブルース・ウィリス（菅生隆之） - ベテラン刑事。
- キャル: スウェン・テメル（江藤博樹） - デヴィッドの相棒刑事。
- マイケル: クリストス・アンドリュース - 犯罪組織のボス。デヴィッドに恨み。
- フランク: マイケル・シロウ - マイケルの部下。
- ヴァイオレット: ケイト・カッツマン（大垣理香） - 逃亡中の犯罪者の女。
- ミッキー・ジャン: ザック・ウォード - 逃亡中の犯罪者の男。マイケルの義兄。
- イングリッシュ: サイモン・フィリップス - フランクの手下。デヴィッドの監視役。
- エド: ショーン・カナン（英語版） - フランクの手下。デヴィッドの監視役。
- カーリー: ドナ・デリコ - フランクの部下の女。
- リサ: ユリア・クラス - フランクの手下の女。
- アンドリュー: キャニオン・プリンス - エリックの友人。
- ハンナ: サラ・ローマー - エリックの亡妻。

## 作品の評価
Rotten Tomatoesによれば、7件の評論のうち高評価は14%にあたる1件のみで、平均点は10点満点中3.5点となっている。